# Santa Cruz El Chol
Santa Cruz El Chol (Kurzform: El Chol, früher: Santa Cruz Belén de los Indios Choles) ist eine Kleinstadt im Süden des Departamentos Baja Verapaz in Guatemala. Santa Cruz El Chol ist Verwaltungssitz der gleichnamigen Großgemeinde (Municipio), die sich auf 140 km² erstreckt und knapp 10.000 Einwohner hat. Das Municipio untergliedert sich in neun Landgemeinden mit insgesamt 53 kleinen Ortschaften oder Siedlungen. 

## Lage und Klima
El Chol liegt etwa 90 km nördlich von Guatemala-Stadt und 45 km südwestlich von Salamá am Fuß der Sierra de Chuacús auf 1009 m Höhe. Man erreicht El Chol über die Nationalstraße 5, der alten Fernstraße von Guatemala-Stadt nach Salamá, Cobán und El Petén. Die Straße ist sehr kurvenreich und nur teilweise asphaltiert.
Das Municipio liegt in einem bergigen Gebiet, das nach Süden hin zum Tal des Río Motagua (Granados) abfällt. Es grenzt im Norden an Rabinal, im Osten an Salamá, im Westen an Granados und im Süden an das Departamento Guatemala.
Die mittlere Temperatur liegt bei 22,8 °C, lageabhängig können die Temperaturen jedoch stark variieren. Die mittlere jährliche Niederschlagsmenge liegt bei etwa 1200 mm. Die Regenzeit dauert von Mai bis Oktober.

## Wirtschaft
Santa Cruz El Chol lebt vorwiegend von der Landwirtschaft. Wichtigste Erzeugnisse sind Mais, Bohnen und Kaffee, daneben werden für den örtlichen Bedarf verschiedene Obst- und Gemüsearten angebaut. Die Böden sind auf Grund der ausgeprägten Hanglagen oft schwer zu bestellen. Der Ort liegt in einem sehr abgelegenen und wenig erschlossenen Gebiet, weswegen sich Handel und Tourismus nur sehr langsam entwickeln. El Chol ist an die Strom- und Wasserversorgung angeschlossen, verfügt über Primar- und Sekundarschulen, eine kleine Krankenstation und eine Polizeistation.
Im Zentrum befindet sich eine sehenswerte, im Kolonialstil erbaute Kirche. Vom 6. bis zum 8. Dezember finden zu Mariä Empfängnis größere Feiern statt.

## Geschichte
Die heutigen Departamentos Baja Verapaz und Alta Verapaz wurden im 16. Jahrhundert von Dominikanern unter der Führung von Bartolomé de Las Casas friedlich missioniert. Der Ort Santa Cruz Belén de los Indios Choles entstand 1603 in einem Gebiet, in dem Chol-sprechende Maya siedelten. Sie wurden ab 1689 von neu angesiedelten Maya missioniert, die aus dem Norden der Verapaz-Region stammten. Um 1700 kam es zu konfusen Umsiedelungsmaßnahmen, die den Ort und die nach Rabinal und Cobán umgesiedelten Familien in wirtschaftliche Not stürzten. Im 18. Jahrhundert vernachlässigte die spanische Kolonialverwaltung und auch die Kirche den Ort, in dem sich Mayas und zugezogene Ladinos und Spanier auf ungeregelte Weise vermischten. Die Chol-Sprache und andere indigene Sprachen wurden dadurch sehr schnell vom Spanischen verdrängt.
Nach der Unabhängigkeit von Spanien wurde El Chol 1827 Verwaltungssitz eines Municipios. 1935 kam es im Zuge einer Verwaltungsreform für ein Jahr zum Municipio Granados. 1973 erhielt El Chol im Zuge staatlicher Entwicklungsmaßnahmen eine angemessene Trinkwasserversorgung (später auch eine Kläranlage), einen Strom- und Telefonanschluss sowie kleinere Gesundheitseinrichtungen.